# 가나미촌
가나미촌(일본어: 河南村)은 일본 나가노현 가미이나군에 있던 촌이다. 현재의 이나시에 해당한다.

## 역사
- 1889년 4월 1일 - 정촌제 시행에 의해 4촌의 구역을 확장해 성립하였다.
- 1964년 4월 1일 - 다카토정에 편입해, 동일 가나미촌은 폐지되었다.

## 참고문헌
- 角川日本地名大辞典 20 長野県